# Pulvinaria indica
Pulvinaria indica är en insektsart som beskrevs av Avasthi och Shafee 1985. Pulvinaria indica ingår i släktet Pulvinaria och familjen skålsköldlöss. Inga underarter finns listade i Catalogue of Life.